# Abaza, Rusija
Abaza [abazá] (rusko Абаза́) je mesto v Rusiji v republiki Hakasiji. Leži ob zgornjem toku reke Abakan 179 km jugozahodno od glavnega mesta republike Abakana. Ime mesta izhaja iz akronima »ABAkanski ZAvod«. Leta 2010 je imelo 17.115 prebivalcev.